# Petaloconchus erectus
Petaloconchus erectus là một loài ốc biển, là động vật thân mềm chân bụng sống ở biển trong họ Vermetidae.

## Miêu tả
Độ dài vỏ lớn nhất ghi nhận được là 40 mm.

## Môi trường sống
Độ sâu nhỏ nhất ghi nhận được là 2 m. Độ sâu lớn nhất ghi nhận được là 1400 m.